# Jan Fog
Jan Abildhøj Fog (født 28. januar 1949 i Hellerup, død 23. april 2015) var en dansk ejendomsmægler med speciale i liebhaveri i Nordsjælland.
Jan Fog blev student fra Gammel Hellerup Gymnasium i 1968 og cand.jur. fra Københavns Universitet i 1976.[kilde mangler] Han arbejdede i sin gymnasietid som lotteriseddelsælger for Det Sønderjyske Lotteri, hvor han var et kendt ansigt på Strøget i København med sin lille MG, som han solgte lotterisedler fra. Som nyuddannet var han ganske kort ansat i et advokatfirma. Efterfølgende arbejdede han i salgsafdelingen i InWear, og 1977-1978 var han direktør for Dahotex. Fra 1978 og til han døde var han ejendomsmægler.
Fog var blandt andet kendt fra TV 2-programmet Liebhaverne, produceret af Koncern TV, hvor han medvirker sammen med Pernille Sams og Bettina Schriver.
Jan Fog boede på Strandvejen i Taarbæk.

## Død
Jan Fog blev indlagt på Rigshospitalet i forbindelse med en stamcelletransfusion, men under indlæggelsen blev Fog lagt i koma grundet en virusinfektion, der senere kunne tilskrives årsagen til Fogs dødsfald på hospitalet.